# Шабијер Лете Бергареће
Шабијер Лете Бергареће (Ојарцун, 5. април 1944 – Доностија, 4. децембар 2010) био је баскијски писац, песник, певач и политичар. Почео је да пише од малих ногу и често је објављивао чланке у часопису „Zeruko Argiak“ . 1965. године основао је бенд баскијске музике са Микелом Лабоом, Бенитом Лерћундијем, Јошеаном Арцеом, Хосе Анхелом Иригараијем и Лурдес Ириондо. Бенд, који се звао Ez Dok Amairu, престао је да постоји 1972. године, али Шабијер Лете је наставио да пева са Лурдес Ириондо, која је до тада постала његова супруга.

## Биографија

### Певач и глумац
Шабијер Лете је похађао школу La Salle у Ерери, Доностија. Након завршене средње школе отишао је у Тарагону да студира техничке студије, али их није завршио. Уместо тога, ишао је у биоскоп и време проводио читајући. Када се вратио у Баскију, почео је да ради у фабрици у Пашаји (Гипускоа), где почиње да пише своје прве песме. Волео је да чита од малих ногу и рано је почео да пише. Поред тога што је писао за часопис „Zeruko Argiak“ од 1965. године био је и у блиској вези са светом глуме. Један је од оснивача групе Ez Dok Amairu, а име бенду је дао Хорхе Отејса. Сан овог познатог вајара био је да створи покрет за опоравак баскијске културе, који би окупио све уметничке дисциплине. На пољу музике, тај циљ се огледао у поменутом Летеовом бенду. Биле су то године Франкове диктатуре у Шпанији, али довољно Баска је било спремно да претварајући песме у врисак побољша ситуацију. На несрећу, 1970. године бенд се распао.
Лете је сарађивао и са певачима попут Анћона Валвердеа са којим је отпевао песме берчолара Лисардија и Ћирите. Шабијер Лете, како би поставио темеље модерног баскијског позоришта, радио је и у свету глуме. Тада упознаје Еухенија Аросену са којим касније сарађује. Дела која су произашла из те сарадње довела су до нових позоришних група у Ојарцуну.
Најважнији део Летеових песама су речи саме по себи, иако је музику за исте врло често сам компоновао. Поред свога текста, Лете је певао и песме других певача, попут Жака Брела. На исти начин, и други певачи су користили Летеове песме за своја музичка дела, као на пример Микел Лабоа, Анћон Валверде, Иманол Ларсабал или Бенито Лерћунди.

### Песник
Лете је почео да пише поезију 1964. године, а прву књигу песама под називом „Egunetik egunera orduen gurpilean“ (Из дана у дан на точквима сати) објавио је 1968. године. У овој књизи поезије присутна је осуда друштвене  неправде тог времена, а приметан је и утицај социјалне поезије Габријела Арештија. Лете је критиковао песнике који су избегавали да унесу немир у оне који су на власти, јер су се једноставно изгубили у стилским играма избегавајући да се баве друштвеном стварношћу.
Његова друга књига песама под називом „Bigarren poema liburua“ (Друга књига песама) објављена је 1974. године. Ово дело је било много присније од првог. Под утицајем француске егзистенцијалистичке филозофије, Лете је више размишљао о темама као што су живот и смрт.
Следећа књига песама изашла је 1981. године: „Urrats desbideratuak“ (Преусмерени кораци) у којој је језик постајао све јачи, а песме су одражавале песимизам и очај уступајући место филозофским мислима под утицајем Ничеа.
Када се опоравио од болести, Лете је 1992. године објавио своју четврту књигу песама под називом „Zentzu antzaldatuen poemategia“ (Песмарица о трансмутираним чулима). Добио је награду за поезију Felipe Arrese Beitia, коју додељује Euskaltzaindia (Академија баскијског језика). Убрзо након тога, измењено издање те књиге изашло је под другим именом: „Biziaren ikurrak“ (Симболи живота).
2009. године Лете је добио награду за књигу песама „Egunsentiaren esku izotzak“ (Ледене руке зоре) и исте године је постао члан Jakiunde, баскијске академије наука и уметности.

### Политичар
После свог трећег издања, Лете је на неко време напустио свет књижевности да би се у потпуности посветио свету политике. Током 80-их заузео је место генералног директора, затим одборника, након чега је постао члан Одељења за културу локалног већа Гипуское, али је због здравствених проблема дефинитивно одустао од политичке активности.

### Смрт
Задобио је тежак ударац 2005. године када му је супруга Лурдес умрла након дуже болести. Шабијер Лете умро је 4. децембра 2010. године у 66. години живота због тешке болести која му је дијагностикована 1985. године.

## Дискографија
- Xabier Lete (1974, Elkar).
- Bertso zaharrak (1974, Elkar). Збирка старих стихова са Анћоном Валвердеом и Јуленом Лекуоном.
- Txirritaren bertsoak (1975, Elkar). Створено са Анћоном Валвердеом.
- Xabier Lete eta Lurdes Iriondoren 4 disko txikiren bilduma (LP 33 r.p.m.) (1976, Edigsa).
- Kantatzera noazu (1976, Elkar).
- Lore bat, zauri bat (1977, Elkar).
- Eskeintza (1991, Elkar).
- Hurbil iragana (1992, Elkar). Збирка.
- Berrehun urtez bertsotan (2001, Elkar). Дуге збирке поезије.
- R.M.Rielkeren "Orduen Liburua" (2004, Pamiela).
- Xabier Lete Zuzenean. Errenteria 1999.IX.25. Azken Konztertua (2 Live CD) - (2010, A&M Kultur Promotora).